# أوسكار دوبونت
ليوس كاراكس (بالفرنسية: Leos Carax )‏ (و. 1960 – م) هو مخرج سينمائي، وكاتب سيناريو، وممثل، وناقد، من فرنسا.

## جوائز وترشيحات
حصل على جوائز منها:
- جائزة لويس ديلوك [الإنجليزية]‏، عن عمل: Mauvais Sang [الإنجليزية]‏ (1986).

ترشح لـ:
- جائزة سيزر لأفضل مخرج، عن عمل: المحركات المقدسة (2013)
- جائزة سيزر لأفضل فيلم، عن عمل: المحركات المقدسة (2013)
- César Award for Best Original Screenplay [الإنجليزية]‏، عن عمل: المحركات المقدسة (2013)
- جائزة الأكاديمية البريطانية للأفلام لأفضل فيلم بلغة غير الإنجليزية [الإنجليزية]‏، عن عمل: Les Amants du Pont-Neuf [الإنجليزية]‏ (1993)
- جائزة الفيلم الأوروبي لأفضل فيلم [الإنجليزية]‏، عن عمل: Les Amants du Pont-Neuf [الإنجليزية]‏ (1992)
- César Award for Best First Film [الإنجليزية]‏، عن عمل: Boy Meets Girl (1984 film) [الإنجليزية]‏ (1985).

## وصلات خارجية
- أوسكار دوبونت على موقع IMDb (الإنجليزية)
- أوسكار دوبونت على موقع ميتاكريتيك (الإنجليزية)
- أوسكار دوبونت على موقع الموسوعة البريطانية (الإنجليزية)
- أوسكار دوبونت على موقع روتن توميتوز (الإنجليزية)
- أوسكار دوبونت على موقع مونزينجر (الألمانية)
- أوسكار دوبونت على موقع قاعدة بيانات الأفلام العربية
- أوسكار دوبونت على موقع ألو سيني (الفرنسية)
- أوسكار دوبونت على موقع ميوزك برينز (الإنجليزية)
- أوسكار دوبونت على موقع أول موفي (الإنجليزية)
- أوسكار دوبونت على موقع قاعدة بيانات الأفلام السويدية (السويدية)